# 徳育
徳育（とくいく）とは、日本の教育において「人間としての情操や道徳的意識を育む教育」であり、を指す語であり、主に二つの意味で用いられる。
1. 道徳教育と同義の徳育

知育・体育と並ぶ教育の重要な側面であり、学校教育における道徳などを通じて人格形成や社会的規範意識の涵養を目指す。「道徳教育」とほぼ同義で用いられ、知識の習得よりも実践的な性格形成に重点を置いた概念とされる。
1. 教育勅語における徳育

明治期の「教育勅語」において、仁義・忠・孝などの儒教的徳目を重視し、国民道徳と教育の根本理念として位置づけられた。これは、国家主導で伝統的価値観に基づく徳性を涵養することを目的とした徳育観である。

## 道徳教育としての徳育
小中学校の学校教育では、学習指導要領に基づき道徳の時間を中心に、学校活動全体を通じて道徳教育を行うことが定められている。道徳教育の指導内容としては次の通りである。
- 主として自分自身に関すること
- 主として他の人とのかかわりに関すること
- 主として自然や崇高なものとのかかわりに関すること
- 主として集団や社会とのかかわりに関すること

上記の観点を踏まえ、徳育を通じて身につけることが求められる資質・能力は次の通りである。
- 自己の生き方を探求する力の育成や生活習慣の確立
- 人間関係能力や社会の一員としての責任感の育成、規範意識の醸成等
- 自然に親しみ、美しいものに感動することや人間の力を超えたものに畏敬の念をもつ機会を情操の涵養等

## 歴史的背景と「教育勅語」期の徳育

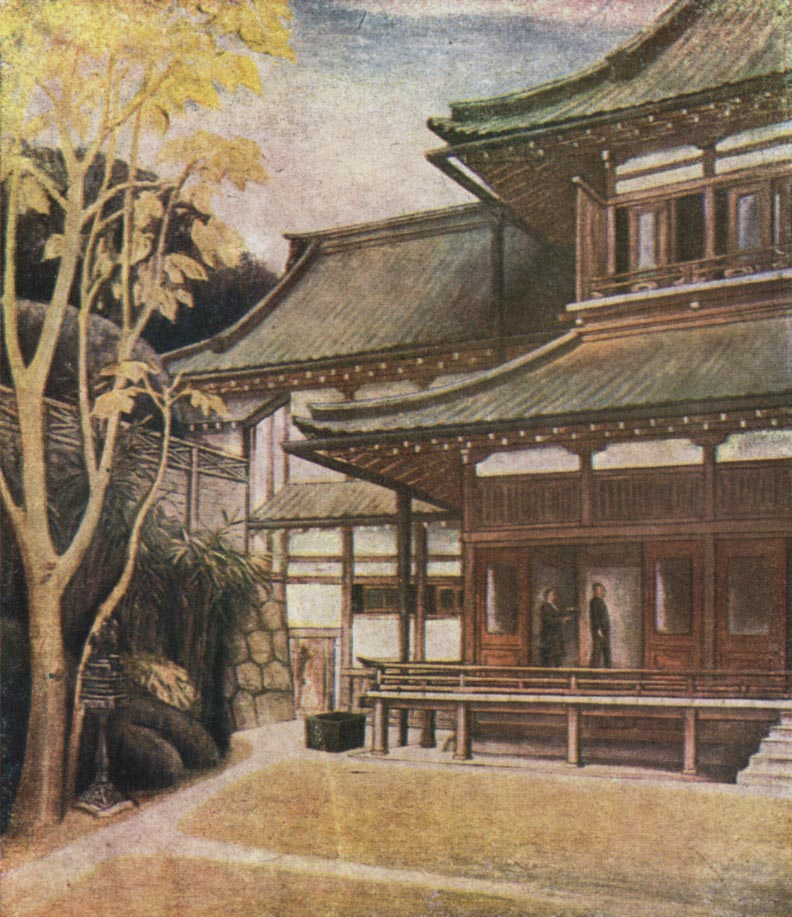
教育勅語御下賜之図（安宅安五郎画）

明治初期、自由民権運動や欧化政策の昂揚に危機を感じた政府は、1879年に起草された「教学聖旨」や1882年に頒布された「幼学綱要」で、仁義・忠・孝を中心とした徳育の重要性を強調した。これは、知育重視から、品行や道徳心の涵養を教育の根本とする儒教主義的な復古運動への転換を意味した。
1890年、「教育勅語」が発布され、国民道徳と教育の根本理念として徳育が明示された。教育勅語は、天皇の名のもとで忠孝や仁義といった徳目を国民に求め、学校教育（特に修身科）での徳育の徹底が図られた。

### 徳育をめぐる議論（徳育論争）
明治時代後期には、徳育をめぐり、儒教主義的な教育観と西洋的な市民倫理・個人主義的教育観とが対立した。伊藤博文は、儒教主義的教育への回帰に反発し、福沢諭吉は道徳教育は国民の自主的議論に基づくべきと主張し、儒教主義的な信仰や服従の精神を批判した。森有礼は、忠孝の暗記強要に依らない「自発性」を重視し、体育的手法による体験型徳育を提案した。また、西村茂樹や、杉浦重剛らも、儒教一辺倒ではない独自のアプローチ（自他共立、宗教的融合、古来倫理）を模索した。結果として、こうした論争は収束せず、最終的には国家の儒教的徳育方針が制度として定着していった。

## 徳育と親学・モラロジー
親学は家庭教育や親の役割を重視し、教育勅語的な徳目の育成を目指す実践・理論である。教育学者・高橋史朗は、親学と連携した徳育の実践を提案している。
モラロジー道徳教育財団が推進する徳育も、教育勅語の徳目（忠孝・仁義など）を重視し、人格形成や社会的規範意識の涵養を目的としている。